# سال دلخواه من
سال دلخواه من (به انگلیسی: My Favorite Year) یک فیلم کمدی ۹۲ دقیقه‌ای به کارگردانی ریچارد بنجامین با بازی پیتر اوتول محصول سال ۱۹۸۲ است.

## چکیده داستان
آلن سوان، بازیگر بزرگ دهه های ۱۹۳۰ و ۱۹۴۰ که الکلی شده، در سال ۱۹۵۴ به تلویزیون دعوت می شود. متاسفانه او مست است، دعوایی درمی گیرد و او را هوشیار می کند. دست آخر او در این برنامه تلویریونی خوب جلوه می کند.